# Tahinli çörek
Tahinli çörek és una varietat de çörek turca tradicional amb tahini. Es troba també a la gastronomia de Xipre. Els turcoxipriotes l'anomenen "daşinobitta".

## Preparació
La massa es prepara amb farina de blat, ous, oli o margarina, llevat de pa o rent químic i iogurt. El farcit es prepara amb tahini, nous moltes i sucre comú. Se li dona la forma d'una serp enrotllada. Al moment de posar-lo al forn es pinta amb rovell d'ou i s'hi deixen caure damunt llavors de nigella o sèsam.